# Menka
Menka és el nom propi del més antic dels anomenats djatis de l'antic Egipte.

Menka apareix amb el seu nom i el títol „Djati“ sobre 21 atuells de pedra, trobades a les galeries subterrànies de la piràmide esglaonada del Rei Djoser durant la tercera dinastia. Aquest governant va utilitzar per als seus aixovars molts gots de l'època dels seus predecessors, pel que és probable que no fou Menka sota Djoser, sinó anteriorment. Per tant, la classificació exacta de Menka segueix sent incerta, no obstant això, la seva gestió està normalment datada durant la segona dinastia.